# Les Invisibles (film, 2005)
Pour les articles homonymes, voir Les Invisibles.
Pour plus de détails, voir Fiche technique et Distribution.
Les Invisibles est un film français réalisé par Thierry Jousse et sorti en 2005.

## Synopsis
Bruno enregistre des sons et en fait de la musique électronique. Un jour il entend au téléphone la voix d'une certaine Lisa qui accepte de le rencontrer, à condition de ne jamais la regarder. Il enregistre leur intimité et en tire un morceau de musique.

## Fiche technique
- Réalisation : Thierry Jousse
- Scénario : Thierry Jousse, Camille Taboulay, Louis-Stéphane Ulysse
- Photographie : Josée Deshaies
- Musique : Noël Akchoté, David Grubbs, Matmos, Andrew Sharpley
- Montage : Tatjana Jankovic, Yannick Kergoat
- Durée : 85 minutes
- Date de sortie : 15 juin 2005 (France)

## Distribution
- Laurent Lucas : Bruno
- Lio : Carole Stevens
- Michael Lonsdale : Le gardien
- Margot Abascal : Lisa
- Noël Akchoté : Noël
- Jean-Pierre Léonardini : Monsieur William
- Eva Ionesco : Vanessa
- Violetta Sanchez : La réceptionniste hôtel
- Louis-Do de Lencquesaing : Le physionomiste club échangiste
- Philippe Katerine : L'ingénieur du son

## Critiques
Pour Les Inrocks, « le premier long métrage de Thierry Jousse est une œuvre à la fois ambitieuse et limpide. »
Pour Télérama, « qu'il fasse l'éloge du son à l'ère du tout-image n'est pas le moindre attrait du premier long métrage de Thierry Jousse. »